# Gunung Putri
Pour les articles homonymes, voir Putri.
Gunung Putri est une ville d’Indonésie, située dans le Kabupaten de Bogor.

## Démographie
Sa population était d'environ 453 696 habitants en 2017.